# Psiloclada
Psiloclada là một chi rêu trong họ Lepidoziaceae.